# 紅色陷阱(who loves it?)/ADAMAS
《紅色陷阱(who loves it?)/ADAMAS》（日語：赤い罠(who loves it?)/ADAMAS）是日本女歌手LiSA的第14張單曲，於2018年12月12日由SACRA MUSIC發售。

## 概要
《紅色陷阱(who loves it?)/ADAMAS》為繼2017年的《ASH》，LiSA的第14張單曲，其中《紅色陷阱(who loves it?)》是TBS電視台節目《COUNT DOWN TV》於2018年12月至2019年1月間的主題曲。而《ADAMAS》則為《刀劍神域 Alicization》第一季的主題曲，這也是繼《刀劍神域劇場版：序列爭戰》的主題曲《Catch the Moment》之後，LiSA所創作的又一首該動畫系列的歌曲。
單曲有三種類型，分別是初回生產限定盤、期間生產限定盤和通常盤。初回盤包含《紅色陷阱(who loves it?)》的PV和有LiSA親自拍攝的照片的小冊子，期間限定盤的封套則採用三方背的設計，並包括迷你海報、《ADAMAS》的PV和無字幕片頭曲影像的DVD。其還有著三個版本中唯獨它有的B面曲——《1/f》，該曲由goodtimes作曲，並入選成為「Sony Music presents 全國作曲競賽」的作品。
《ADAMAS》本身來自希臘語，是印歐語系各語言中「鑽石」的語源，同時有著「不被征服」和「不會屈服」的意思。

## 排行榜成績
2018年10月8日，先行配信的《紅色陷阱(who loves it?)/ADAMAS》在23間商店的日榜登上首名，超越《Thrill, Risk, Heartless》的15冠紀錄。在Oricon公信榜上，單曲在10月8日的單曲日榜上以兩萬的下載數奪得榜首，同時連莊此後兩日的首名。數位音樂排行榜方面，單曲在發行第一週時以4.3萬的下載紀錄成為週榜第一名，是LiSA在單曲或專輯週榜上首次登頂。
告示牌方面，《紅色陷阱(who loves it?)/ADAMAS》在Hot Animation和Top Download Songs上同時登榜，為LiSA首張達成此成就的單曲，且都曾在兩個排行榜登上首位。而在iTunes Store和mora的週榜上，《紅色陷阱(who loves it?)/ADAMAS》亦拿到第一位。
在2018年12月24日的Oricon公信榜週榜上，於同月12日正式發行的《紅色陷阱(who loves it?)/ADAMAS》以3.5萬排名第二位，成功改寫自己的最高紀錄。動畫部門方面，單曲在CD、數位下載和合計榜上都獲得首位。同日，《紅色陷阱(who loves it?)/ADAMAS》在Billboard Japan Hot Animation上亦第四次獲得首名。

## 收錄曲

### 初回生產限定盤與通常盤
單曲CD
1. 紅色陷阱(who loves it?)（赤い罠(who loves it?)）[4:13]
  - 作詞：LiSA、田淵智也，作曲：田淵智也，編曲：堀江晶太

2. ADAMAS [3:45]
  - 作詞：LiSA，作曲：，編曲：堀江晶太

3. 嗆辣世界[4:27]
  - 作詞：LiSA，作曲：LiSA、野間康介，編曲：野間康介

4. 紅色陷阱(who loves it?) -Instrumental- [4:08]

DVD （初回生產限定盤獨有）
1. 「紅色陷阱(who loves it?)」（MUSiC CLiP）

### 期間生產限定盤
單曲CD
1. ADAMAS [3:45]
2. 紅色陷阱(who loves it?)（赤い罠(who loves it?)） [4:13]
3. 1/f
  - 作詞：田中秀典，作曲：goodtimes，編曲：野間康介

4. ADAMAS -Instrumental- [4:08]
5. ADAMAS -TV ver.-

DVD
1. 「ADAMAS」（MUSiC CLiP）
2. ADAMAS - Sword Art Online non-credit opening-

## 外部連結
- 初回生產限定盤（页面存档备份，存于）
- 期間生產限定盤（页面存档备份，存于）
- 通常盤（页面存档备份，存于）